# Гонтарук Ніна
У Вікіпедії є статті про інших людей із прізвищем Гонтарук.
Гонтару́к Ніна (бл. 1887, Волинь, Російська імперія — бл. 1950, Мілан, Італійська Республіка) — українська оперна та концертно-камерна співачка (колоратурне сопрано), музичний педагог.   
Виступала під псевдонімом Надіна.  
Відзначалася неабиякою музикальністю, загальною культурою та інтелігентністю. Методику викладання високо оцінювали італійські музиканти. 

## Біографія
Народилася близько 1887 року на Волині. 
Вокальну освіту здобула у Санкт–Петербурзьку консерваторію (1905—1909), навчалася у класі Наталії Ірецької. У 1909 році дебютувала на оперній сцені Маріїнського театру в Санкт–Петербурзі, але не була прийнята до театру.  
У 1910 році почала виступати у Большому театрі в Москві, де її готували як дублерку Антоніни Нежданової, однак через інтриги була змушена залишити театр.  
З 1910 по 1919 роки виступала епізодично на різних оперних та концертних сценах Санкт–Петербурга (Петроград). У концертах виконувала твори російських та зарубіжних композиторів, а також українські народні пісні. виступала в Санкт–Петербурзі та інших містах на Шевченківських вечорах. 
У 1918 році емігрувала до Італії, де певний час виступала в концертах та оперних виставах. 
Після одруження з італійцем залишила сцену та надавала дороговартісні уроки співу за власною методикою у Мілані. Співпрацювала з митрополитом Андреєм Шептицьким та виховала багато співаків українського походження. Серед її учнів — М. Островерха.

## Методика навчання співу
Навчання легкому співу, увесь час тримаючись на віддиху. Зосереджувати тон у тому місці, де вдаряється повітря під час чихання, на піднісся, на горішніх зубах. Легко співати-вимовляти всі літери.
Навчання проводилось 2—3 роки. Учні оволодівали ясністю, блискучістю тембру орудування голосом, далеконосністю тону.

## Основні партії
- Віолетта;
- Джільда («Травіата», «Ріґолетто» Дж. Верді);
- Джульєтта («Ромео і Джульєтта» Ш. Ґуно);
- Лакме (однойм. опера Л. Деліба).